# Unterseeboot 239
Le Unterseeboot 239 (ou U-239) est un sous-marin allemand (U-Boot) de type VII.C utilisé par la Kriegsmarine (marine de guerre allemande) pendant la Seconde Guerre mondiale

## Historique
Mis en service le 13 mars 1943, l'Unterseeboot 239 effectue son temps d'entraînement initial à Kiel en Allemagne dans la 5. Unterseebootsflottille jusqu'au 1er juillet 1943, puis l'U-239 rejoint la 1. Unterseebootsflottille à Gotenhafen en tant que navire-école. Le 25 juillet 1944, il retrouve la 5. Unterseebootsflottille à Kiel.
Il est endommagé le 24 juillet 1944 dans les arsenaux de Deutsche Werke à Kiel lors d'un assaut aérien britannique RAF Bomber Command. L'attaque coûte la vie d'un membre d'équipage. Il est désarmé le 5 août 1944, puis démoli en 1944.

## Affectations successives
- 5. Unterseebootsflottille à Kiel du 13 mars au 1er juillet 1943 (entrainement)
- 1. Unterseebootsflottille à Gotenhafen du 1er juillet 1943 au 24 juillet 1944 (navire-école)
- 5. Unterseebootsflottille à Kiel du 25 juillet au 5 août 1944 (entrainement ?)

## Commandement
- Oberleutnant zur See Ulrich Vöge du 13 mars 1943 au 24 juillet 1944

## Navires coulés
L'Unterseeboot 239 n'a ni coulé, ni endommagé de navire ennemi n'ayant jamais effectué de patrouille

### Référence
1. ↑  http://uboat.net/boats/u239/html

### Source
- (en) Cet article est partiellement ou en totalité issu de l’article de Wikipédia en anglais intitulé « German submarine U-239 » (voir la liste des auteurs).